# خزانه ژنی
خزانهٔ ژنی یا خزانهٔ ژنتیکی (به انگلیسی: Gene pool) به کل مواد ژنتیکی (تمامی الل‌های) افراد درون یک جمعیت گفته می‌شود. از آنجایی که جانداران دیپلوئید دارای حداکثر دو الل مختلف در هر یک از جایگاه‌های ژنی خود هستند، یک فرد، تنها جزء کوچکی از کل الل‌های موجود در خزانهٔ ژنی یک جمعیت را داراست؛ بنابراین می‌توان نتیجه گرفت، با اینکه افراد، جمعیت‌ها را ایجاد می‌کنند، هیچ‌یک از افراد درون یک جمعیت، تمامی ژن‌های درون خزانهٔ ژنی را دارا نیست.